# 中央軍管区
中央軍管区（ちゅうおうぐんかんく、ロシア語: Центральный военный округ、英語: Central Military District）は、ロシア連邦軍の国土中央部における軍管区。
大統領令No.1144に基づき、従来の沿ヴォルガ・ウラル軍管区、シベリア軍管区の南東部の一部を除く大部分を統合して2010年10月21日に発足した。司令部はエカテリンブルクに所在する。
統合運用化の一環として作戦・戦略司令部(OSK)としての資格が与えられており、域内の陸空軍部隊を軍管区司令官が指揮する権限を持つ。また、域内の準軍事組織（内務省の国内軍、連邦保安庁の国境警備隊など）に対しても指揮権は及ぶ。

中央軍管区はロシア中央部の29の連邦構成主体にまたがり、その面積は706万平方kmに及ぶ（ロシアの国土のおよそ40%）。また、同管区内に居住する人口は5490万人（同39%）である。

## 編制

### 地上兵力
地上兵力は2010年9月時点での編成である。

#### 第2親衛諸兵科連合軍（司令部：サマラ）

中央軍管区の領域

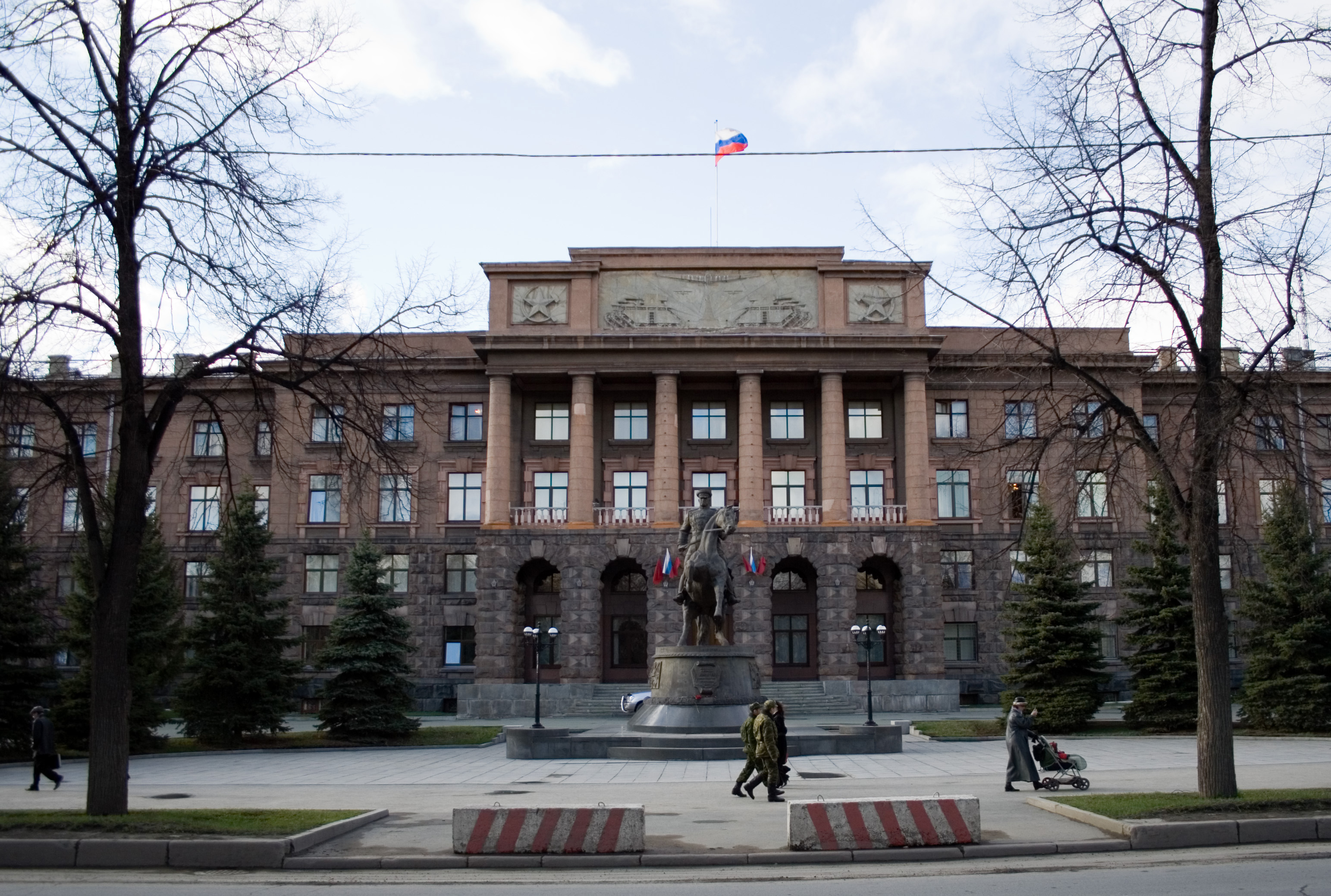
中央軍管区司令部

- 第7独立親衛戦車旅団（チェリャビンスク州チェバルクリ）
- 第15独立親衛自動車化狙撃旅団（サマラ州ロシチンスキィ。軽旅団）
- 第21独立親衛自動車化狙撃旅団（オレンブルク州トツコエ）
- 第23独立親衛自動車化狙撃旅団（サマラ州サマラ）
- 第28独立自動車化狙撃旅団（スヴェルドロフスク州エカテリンブルク）
- 第201基地（タジキスタン共和国ドゥシャンベ。事実上の自動車化歩兵旅団）
- 第297防空ロケット旅団（バシコルトスタン共和国アルキノ）

#### 第41諸兵科連合軍（司令部：ノヴォシビルスク）
- 第32独立自動車化狙撃旅団（ノヴォシビルスク州ノヴォシビルスク）
- 第35独立親衛自動車化狙撃旅団（アルタイ地方アレイスク）
- 第74独立親衛自動車化狙撃旅団（ケメロヴォ州ユルガ）
- 第103武器装備修理保管基地（ノヴォシビルスク州シロヴォ。旧第84自動車化狙撃旅団）
- 第104武器装備修理保管基地（アルタイ地方アレイスク。旧第85自動車化狙撃旅団）
- 第61防空ロケット旅団（アルタイ地方ビイスク）

#### 軍管区直轄部隊
- 第3独立親衛特殊任務旅団（サマラ州トリヤッティ）
- 第24独立親衛特殊任務旅団
- 第90親衛戦車師団
- 第201軍事基地（タジキスタン、ドゥシャンベ）
- 第92ロケット旅団（ペンゼンスク州カメンカ）
- 第119ロケット旅団（スヴェルドロフスク州エランスキィ）
- 第385砲兵旅団（ペルミ地方ズヴェズドヌィ-1）
- 第950ロケット砲兵旅団（ブズルク）

#### 空挺軍（指揮権は最高司令部に帰属）
- 第31独立親衛空挺旅団（ウリャノフスク）

### 航空兵力
- 第14航空・防空軍

## 歴代司令官
- ウラジーミル・チルキン（ロシア語版）大将（2010年12月13日 - 2012年4月26日）
- ワレリー・ゲラシモフ大将（2012年4月26日 - 2012年11月9日）
- アレクサンドル・ドヴォルニコフ中将（2012年11月9日 - 2012年12月24日まで代行）
- ボグダノフスキー・ニコライ・ヴァシリエヴィチ（ロシア語版）大将（2012年12月24日 - 2014年6月12日）
- ウラジミール・ザルドニツキー（ロシア語版）大将（2014年6月12日 - 2017年11月22日）
- アレクサンドル・ラピン大将（2017年11月22日 - 2022年10月27日）
- アレクサンドル・リンコフ少将（2022年10月27日 - 2023年2月17日）(代行)[3]
- アンドレイ・モルドヴィチェフ大将（2023年2月17日 - ）[4]